# Trox ciliatus
Trox ciliatus är en skalbaggsart som beskrevs av Blanchard 1846. Trox ciliatus ingår i släktet Trox och familjen knotbaggar. Inga underarter finns listade i Catalogue of Life.